# آلومینیم(II) اکسید
آلومینیم(II) اکسید (به انگلیسی: Aluminium(II) oxide) با فرمول شیمیایی AlO یک ترکیب شیمیایی است. که جرم مولی آن ۴۲٫۹۸ g/mol می‌باشد.